# Chinook (Washington)
Chinook az Amerikai Egyesült Államok északnyugati részén, Washington állam Pacific megyéjében elhelyezkedő település.
Chinook önkormányzattal nem rendelkező, úgynevezett statisztikai település; a Népszámlálási Hivatal nyilvántartásában szerepel, de közigazgatási feladatait Pacific megye látja el. A 2010. évi népszámlálási adatok alapján 466 lakosa van.
1853-tól a településen működött a megye első bírósága, 1873-tól pedig első konzervgyára.
Chinook első közúti kapcsolata 1891-ben, a Chinook folyón átívelő híd átadásával jött létre. A helység egykor az Ilwaco Railway and Navigation Company keskeny nyomtávú vasútvonala mentén feküdt.

## Népesség
A település népességének változása:

| 2000 | 457 |
| 2010 | 466 |

## Fordítás
- Ez a szócikk részben vagy egészben  a   Chinook, Washington című angol Wikipédia-szócikk ezen változatának fordításán alapul.  Az eredeti cikk szerkesztőit annak laptörténete sorolja fel. Ez a jelzés csupán a megfogalmazás eredetét és a szerzői jogokat jelzi, nem szolgál a cikkben szereplő információk forrásmegjelöléseként.